# Attu (Schiff)
Die USS Attu (CVE-102) war ein Geleitflugzeugträger der United States Navy und gehörte zur Casablanca-Klasse. Der Träger war von Juni 1944 bis Juni 1946 im Einsatz bei der US-Marine.

## Geschichte
Bestellt als Elbour Bay, wurde der zukünftige Träger am 6. November 1943 zu Ehren der Schlacht um Attu in USS Attu umbenannt. Die Kiellegung erfolgte am 16. März 1944 bei Kaiser Shipyards in Vancouver, Washington. Nach knapp zweimonatiger Bauzeit erfolgte am 27. Mai der Stapellauf, die Indienststellung bei der US-Marine fand am 30. Juni 1944 unter dem Kommando von Captain H. F. MacComsey statt.
Nach ersten Probefahrten vor der Westküste verließ die Attu San Diego am 7. August, um Flugzeuge und Personal nach Pearl Harbor zu bringen. Nach einem zweitägigen Aufenthalt auf Hawaii fuhr sie nach Guadalcanal und Espiritu Santo weiter, wohin sie Reserveflugzeuge und Personal brachte. Am 31. August setzte sie wieder Kurs auf die Westküste, wo sie am 13. September in San Diego eintraf. Sie ging zu Nachbesserungsarbeiten in Terminal Island ins Dock, die Arbeiten waren am 28. September beendet, dann setzte die Attu Kurs auf Alameda, wo Treibstoff, Proviant und Flugzeuge an Bord genommen wurden.
Am 1. Oktober verließ der Geleitträger die US-Westküste und traf am 18. Oktober in Finschhafen, Neuguinea, ein. Nach einem Zwischenstopp auf Manus und Pearl harbor kehrte die Attu nach Alameda zurück, wo sie erneut überholt wurde. Am 23. November setzte sie Kurs auf Hawaii, von wo aus sie Truppen und Nachschub nach Guam transportierte. Am 4. Januar 1945 lief der Träger wieder in San Diego ein.
Am 20. Januar lief die Attu erneut aus und traf eine Woche später in Hawaii ein, wo sie vor Oʻahu mit Flug- und Schießübungen begann. Am 1. Februar wurde Kurs auf Eniwetok genommen, wo die Attu am 10. Februar eintraf. Von Eniwetok verlegte sie nach Ulithi, wo sie sich am 16. Februar der Task Force 50 anschloss. Die Attu erhielt die Aufgabe, Nachschubflugzeuge zu den Flottenträgern in den Fast Carrier Task Forces zu liefern.
Anfang Juli kehrte sie nach einem schweren Taifun nach San Diego zu Reparaturen zurück. Am 24. Juli lief sie wieder in den Pazifik aus, zum Zeitpunkt der Kapitulation Japans befand sie sich südlich der japanischen Hauptinseln. Am 11. November traf der Träger wieder an der US-Westküste ein, zwei Wochen später begannen die ersten Fahrten im Rahmen der Operation Magic Carpet. Bis 1946 unternahm sie mehrere Fahrten, um die US-Truppen aus dem Pazifikraum zurückzuholen.
Im Mai 1946 wurde die Außerdienststellung der Attu beschlossen, sie fuhr über den Panamakanal und Jacksonville nach Norfolk, wo sie am 8. Juni 1946 außer Dienst gestellt wurde. Am 3. Juli desselben Jahres erfolgte die Streichung aus den Schiffsregistern der US-Marine.
Die Attu erhielt für ihren Einsatz während des Zweiten Weltkriegs zwei Battle Stars.